# Ким Минджон (бадминтонистка)
Ким Минджон (кор. 김민정?, 金旼貞?, р.29 июля 1986) — южнокорейская бадминтонистка, призёрка мировых первенств, чемпионатов Азии и Азиатских игр.

## Биография
Родилась в 1986 году в Чеджу. Уже в 2004 году завоевала серебряную (в командном разряде) и бронзовую (в парном разряде) медали чемпионата Азии среди юниоров. В 2007 году стала чемпионкой Универсиады. В 2008 году стала обладательницей бронзовой медали Кубка Убер. В 2009 году стала обладательницей серебряной медали Кубка Судирмана и серебряной медали чемпионата Азии. В 2010 году стала обладательницей золотой медали Кубка Убер, серебряной медали чемпионата Азии, и двух бронзовых медалей Азиатских игр. В 2011 году стала обладательницей бронзовых медалей Кубка Судирмана и чемпионата Азии. В 2012 году стала обладательницей серебряной медали Кубка Убер.